# سیارک ۳۱۱۸۹
سیارک ۳۱۱۸۹ (به انگلیسی: 31189 Tricomi، نامگذاری:1997YZ7) سی و یک هزار و صد و هشتاد و نهمین سیارک کشف شده‌است که در ۲۷ دسامبر ۱۹۹۷ کشف شد.